# Cai Shen
|  | Aquest article tracta sobre la deïtat xinesa. Si cerqueu el municipi francès, vegeu «Caishen». |

Cai Shen (xinès tradicional: 財神, xinès simplificat: 财神, pinyin: Cáishén, Wade-Giles: Tsai2 Shen2, cantonès: Choy Sun, hakka: Choy Sin) és el déu de la prosperitat i la riquesa 
en la religió tradicional xinesa.
També s'anomena Zhao Gongming (no és tan comú, però va ser anomenat d'aquesta manera per familiars) (Chao Kung-ming) o Bi Gan (Pi-kan). Tot i que Cai Shen va començar com un heroi de la mitologia xinesa, més tard va ser deïficat i venerat per seguidors i admiradors locals, els daoistes i el budistes de la Terra Pura també van arribar a venerar-lo com un Déu.
El nom de Cai Shen és sovint invocat durant les celebracions de l'Any Nou Xinès. És sovint representat muntant un tigre negre i sostenint una vara d'or. També pot ser representat amb una eina de ferro capaç de convertir la pedra i el ferro en or.
Circulen diverses versions de l'afiliació política i la deïficació posterior de Cai Shen. No és clar si es tracta d'un personatge històric real, encara que la gran majoria de les històries coincideixen que Cai Shen va viure durant els inicis de la dinastia Zhou. Es creu que Bi Gan va tenir una esposa amb el cognom de Chen (陈) (Chan en cantonès i Chin en hakka). El seu fill és Quan (泉). Després que Bi Gan va ser condemnat a mort pel seu nebot el rei Di Xin de Shang, l'esposa de Bi Gan i el seu fill van fugir als boscos. La seva mort finalment va marcar la caiguda de la dinastia Shang. Més tard, Quan va ser honrat com l'avantpassat de tots els Lin pel rei Wu de Zhou.

## Anotacions
1. 1 2 3  Encyclopædia Britannica, article Ts'ai Shen